# Mesure de Haar
En mathématiques, une mesure de Haar sur un groupe localement compact {\displaystyle G} est une mesure de Borel quasi-régulière non nulle {\displaystyle \lambda } invariante par translation à gauche. Autrement dit, pour toute partie borélienne B de G, et pour tout g dans G, on a :
L'existence d'une mesure de Haar {\displaystyle \lambda } est assurée dans tout groupe localement compact. Elle est finie sur les parties compactes de G. De plus, toute mesure borélienne complexe invariante par translations à gauche s'écrit {\displaystyle \alpha .\lambda } où {\displaystyle \alpha } est un nombre complexe. Bien qu'elle ne soit définie qu'à un coefficient multiplicateur près, de nombreux ouvrages parlent, par abus de langage, de la mesure de Haar. Cet usage est justifié pour un groupe compact ou pour un groupe discret, où des normalisations peuvent être effectuées.

## Exemples
- Sur un espace euclidien, la mesure de Lebesgue  est l'unique mesure invariante par les isométries et valant 1 sur tout cube engendré par les vecteurs d'une base orthonormée. Invariante par translations, la mesure de Lebesgue est donc une mesure de Haar. Sa définition dépend cependant du choix de la structure euclidienne.
- Sur un groupe discret, la mesure de comptage est une mesure de Haar.
- Sur le groupe multiplicatif (ℝ+*,×), la mesure {\displaystyle {\frac {\mathrm {d} x}{x}}} est une mesure de Haar.

### Groupe de Lie
Sur toute variété différentielle orientée M de dimension n, une n-forme différentielle définit une mesure sur M. Un groupe de Lie G est une variété différentielle munie d'une loi de groupe différentiable. Il est connu que G est parallélisable, a fortiori orientable : toute base de l'espace tangent {\displaystyle T_{e}G} définit par translation à gauche un champ de base invariant à gauche sur G. De fait, toute n-forme sur l'espace tangent {\displaystyle T_{e}G} définit une unique n-forme différentielle invariante par translation à gauche : la mesure borélienne correspondante est une mesure de Haar sur G.

### Groupe compact
L'existence d'une mesure de Haar sur un groupe compact peut être déduite du théorème du point fixe de Markov-Kakutani.
Comme le groupe G est compact, {\displaystyle \lambda (G)} est finie, et quitte à effectuer une normalisation, il est possible de supposer {\displaystyle \lambda } de probabilité.

## Fonction modulaire
Toute translatée à droite d'une mesure de Haar est encore une mesure de Haar, si bien qu'il existe une application 
 telle que pour toute mesure de Haar {\displaystyle \lambda }, tout élément {\displaystyle g} du groupe {\displaystyle G} et tout borélien {\displaystyle A}, 
Cette application {\displaystyle \Delta }, appelée fonction modulaire du groupe {\displaystyle G}, est un morphisme de groupes continu.
Le groupe est dit unimodulaire si sa fonction modulaire est le morphisme constant g {\displaystyle \mapsto } 1.
Une mesure est invariante à droite si et seulement si son image par l'application g {\displaystyle \mapsto } g−1 est invariante à gauche. On a donc les mêmes théorèmes d'existence et d'« unicité » pour les mesures de Haar à droite que pour les mesures de Haar à gauche, et le groupe est unimodulaire si et seulement si ces deux ensembles de mesures sont non disjoints, auquel cas ils coïncident.
Tout groupe abélien est unimodulaire, de même que tout groupe compact, tout groupe discret et tout groupe de Lie semi-simple ou connexe nilpotent. Le groupe de Lie résoluble GA({\displaystyle \mathbb {R} }) (groupe affine de la droite réelle, également appelé groupe ax + b) n'est pas unimodulaire.

## Note historique
La notion de « mesure de Haar » a été introduite par Alfréd Haar en 1933, ainsi que la démonstration de son existence pour tout groupe localement compact, sous l'hypothèse restrictive que le groupe est métrisable et séparable (ce qui équivaut en fait à le supposer seulement à base dénombrable). La démonstration de son « unicité » (à proportionnalité près) a été faite par John von Neumann en 1935. En 1940, André Weil a démontré le théorème en toute généralité et Henri Cartan en a produit une preuve sans l'axiome du choix et démontrant simultanément l'existence et l'unicité.